# Halfway Festival
Halfway Festival / W Połowie Drogi  – festiwal muzyczny odbywający się w Białymstoku w latach 2012–2019. Głównym organizatorem tego wydarzenia była Opera i Filharmonia Podlaska – Europejskie Centrum Sztuki w Białymstoku. 

## Idea
Halfway Festival jest spotkaniem z muzyką songwriterską, folkową i alternatywną. Jak twierdzą organizatorzy: „...nie jest ani największym, ani najważniejszym, ani najlepszym festiwalem muzycznym na świecie. Ale ma swój niepowtarzalny klimat i genialną publiczność. To festiwal jedyny w swoim rodzaju – bo współtworzony przez publiczność i artystów. Zgodnie z hasłem „blisko ludzi, blisko muzyki”. To także festiwal, co dla nas niezwykle ważne, bez headlinerów. Wszyscy artyści pozostają ważni zarówno dla nas jak i dla naszej publiczności”.  Podczas festiwalu nie obowiązują restrykcyjne przepisy czy ograniczenia. Relacja organizatorów z uczestnikami opiera się na zaufaniu, kulturze osobistej i wzajemnym poszanowaniu. To wydarzenie, w czasie którego nikt nie powinien się śpieszyć, gdzie artyści występują tak długo, jak mają na to ochotę. To miejsce, w którym przenika się muzyczna tradycja Europy zachodniej, wschodniej oraz Stanów Zjednoczonych. To festiwal, w czasie którego można spokojnie porozmawiać z artystą, spotkać go wśród publiczności, spacerującego na terenie festiwalu czy zwiedzającego miasto.

## Miejsce
Halfway to festiwal kameralny. Odbywa się w amfiteatrze posiadającym doskonałą akustykę, w którym scena znajduje się tuż obok publiczności, a dźwięki są bardzo dobrze słyszalne w każdym miejscu widowni. Amfiteatr zlokalizowany jest przy Operze i Filharmonii Podlaskiej – Europejskim Centrum Kultury w Białymstoku – największej instytucji artystycznej w północno-wschodniej Polsce i najnowocześniejszym centrum kulturalnym w tej części Europy. 
Na terenie festiwalu znajduje się tzw. DJ Area, gdzie pomiędzy koncertami usłyszeć można sety przygotowywane przez najlepszych białostockich DJ-ów, którzy związani są m.in. z Original Source Up To Date Festival. Halfway Festival to także wydarzenia towarzyszące odbywające się w przestrzeni miejskiej. 
W trakcie trwania imprezy funkcjonują również stoiska, gdzie istnieje możliwość zakupu różnorodnych herbat, regionalnego piwa, potraw z grilla czy festiwalowych gadżetów.

## Artyści
2019
Piątek 28 czerwca
- Gyða
- These New Puritans

Sobota 29 czerwca
- Oxford Drama
- KÁRYYN
- My Brightest Diamond
- Julia Holter

Niedziela 30 czerwca
- Palina
- Tęskno
- Alice Phoebe Lou
- Foxing
- Strand of Oaks

2018
Piątek 29 czerwca
- Seasonal (PL)
- Amiina (IS)
- Low (US)

Sobota 30 czerwca
- Ugla (PL)
- Annie Hart (US)
- Pia Fraus (EE)
- Jane Weaver (GB)
- Villagers (IE)

Niedziela 1 lipca
- Francis Tuan (PL)
- Tonqixod (BY)
- Anna Ternheim (SE)
- Orchestre Tout Puissant Marcel Duchamp XXL (CH)
- The Besnard Lakes (CA)

### 2017

#### Piątek 23 czerwca
Halfway Fanday
- Starsabout
- Christine Owman
- Shuma

#### Sobota 24 czerwca
- Agata Karczewska
- Cate Le Bon
- Juana Molina
- Torres
- The Veils

#### Niedziela 25 czerwca
- Coals
- East Of My Youth
- Nive & The Deer Children
- Cass McCombs
- Angel Olsen

### 2016

#### Piątek 24 czerwca
- Byen
- Ilya
- Destroyer

#### Sobota 25 czerwca
- Coldair
- Odd Hugo
- Eivor
- Accolective
- Ane Brun

#### Niedziela 26 czerwca
- Intelligency
- Giant Sand
- MAMMUT
- Julia Marcell
- Wilco

### 2015

#### Piątek 26 czerwca
- Natalie and the Loners
- .K
- Moddi
- Gabriel Rios

#### Sobota 27 czerwca
- JÓGA
- Garbanotas Bosistas
- She Keeps Bees
- Vök
- William Fitzsimmons

#### Niedziela 28 czerwca
- Maggie Björklund
- Sister Wood
- Oly.
- Sharon van Etten
- The Antlers

### 2014

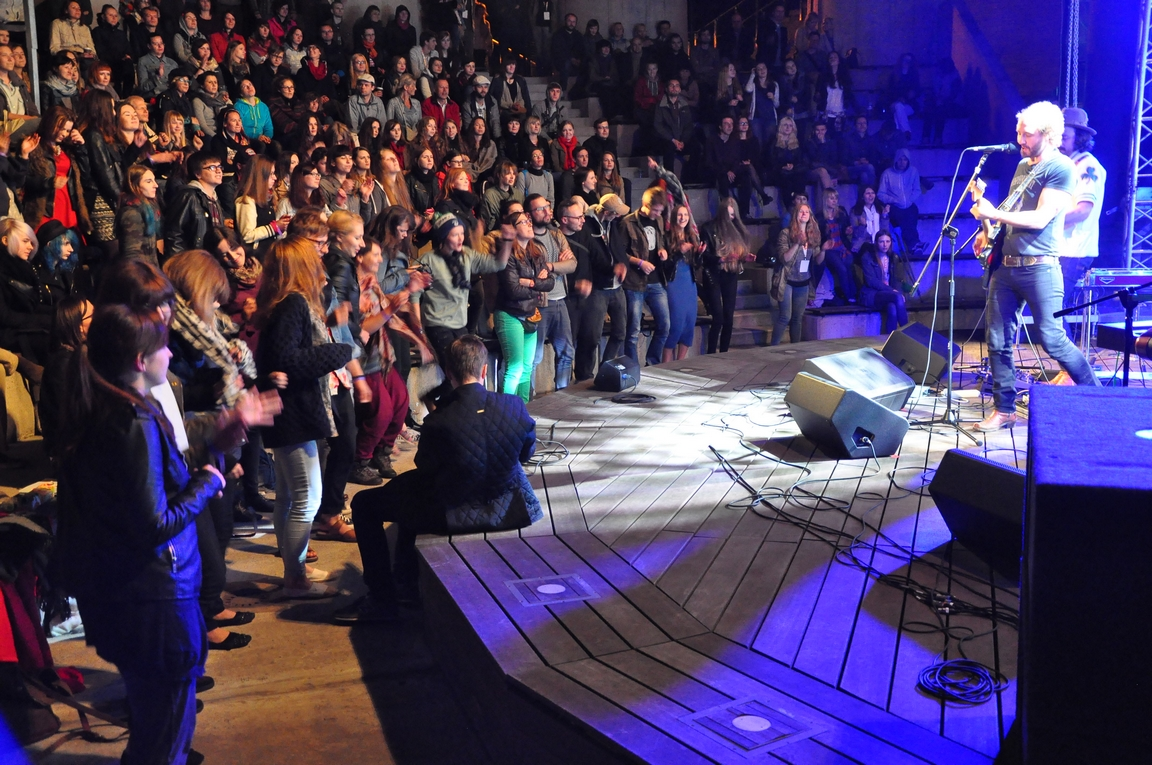
Phosphorescent na Halfway Festival 2014 w Białymstoku

#### Piątek 27 czerwca
- Overdriven Group (Polska)
- Keegan McInroe (USA)
- Phosphorescent (USA)

#### Sobota 28 czerwca

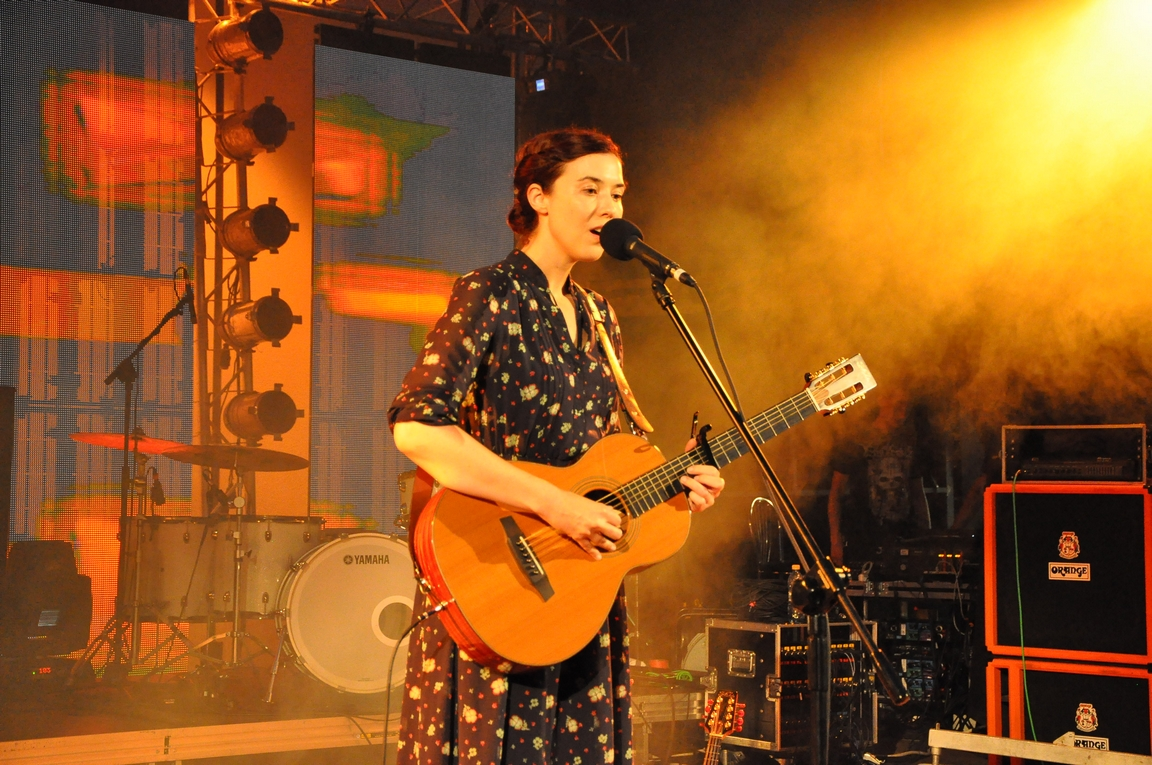
Lisa Hannigan na Halfway Festival 2014

- Sonia Pisze Piosenki (Polska)
- Lord & The Liar (Polska)
- Fismoll (Polska)
- Pascal Pinon (Islandia)
- Theodore (Grecja)
- My Brightest Diamond (USA)

#### Niedziela 29 czerwca
- Navi (Białoruś)
- Daniel Spaleniak (Polska)
- Hymnalaya (Islandia)
- Lisa Hannigan (Irlandia)
- Ewert and The Two Dragons (Estonia)

### 2013

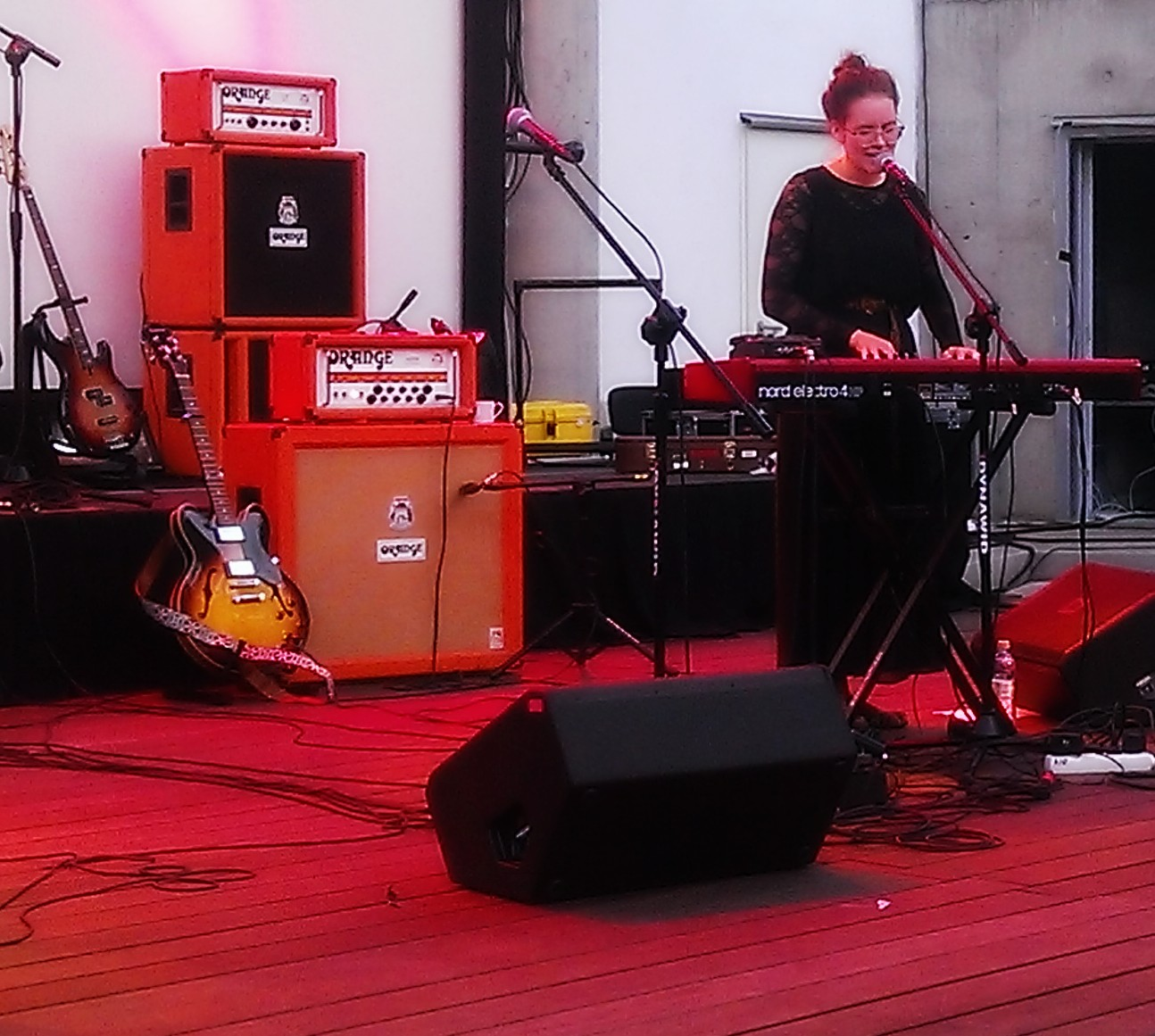
Sóley na Halfway Festival 2013

#### 28 czerwca
- Wilhelm Jerusalem (Polska)
- Anna von Hausswolff (Szwecja)
- Under Byen (Dania)

#### 29 czerwca
- Bobby the Unicorn (Polska)
- HandmadE (Białoruś)
- Sóley (Islandia)
- SoKo (Francja)
- Sivert Høyem (Norwegia)

#### 30 czerwca
- Markas Palubenka (Litwa)
- Gin Ga (Austria)
- Domowe Melodie (Polska)
- Local Natives (USA)
- Emilíana Torrini (Islandia)[3]

### 2012
- Lifemotiv (Polska)
- Palina Respublika (Białoruś)
- Alina Orlova (Litwa)
- Sébastien Schuller (Francja)
- Ludzi Na Bałocie (Białoruś)
- Lech Janerka (Polska)
- Low Roar (Islandia)
- The Mountain Goats (USA)

- Kapela ze Wsi Warszawa (Polska)
- FolkRoll  (Białoruś)
- Re1ikt (Białoruś)
- The Loom (USA)
- Vasya Oblomov (Rosja)

- Chłopcy kontra Basia (Polska)
- Haydamaky (Ukraina)
- Sin Fang (Islandia)
- Great Lake Swimmers (USA)
- Woven Hand (USA)

## Bilety i rozkład dnia
Dostępne są dwa rodzaje biletów: trzydniowe na czas trwania całego festiwalu oraz jednodniowe. 
Na terenie Białegostoku znajdują się kawiarnie, restauracje, puby, hotele,  w których uczestnicy festiwalu posiadają specjalne zniżki.
Koncerty rozpoczynają się wieczorami, a w ciągu dnia organizatorzy co roku starają się zapewnić dodatkowe atrakcje, m.in. spotkania z artystami w kawiarniach na terenie Białegostoku, ćwiczenia jogi śmiechu, zwiedzanie Białegostoku z przewodnikiem, promocję zdrowego jedzenia.

## Artyści o festiwalu
- Lisa Hannigan: „Cudowne miejsce i publiczność! To wszystko było takie piękne... (…) Mam nadzieję, że zostanę zaproszona ponownie.”
- Fismoll na pytanie, co pomyśli w przyszłości, kiedy usłyszy hasło Halfway Festival, odpowiedział: „Pomyślę o metafizycznych doznaniach. (…) Zwracam uwagę na takie malutkie szczegóły, bo one mnie budują. Na mój fundament składa się dużo małych rzeczy – emocji, słów itd. Najlepsze rzeczy będę myślał o tym festiwalu. I tak samo o ludziach…”
- Shara Worden (My Brightest Diamond) zapytana, dlaczego przyleciała specjalnie na Halfway, nie mając trasy koncertowej w Europie, odpowiedziała: „Bo zostałam zaproszona! (śmiech) To było tak proste… Słyszałam, jak cudowny jest ten festiwal i stwierdziłam, że to doskonała okazja do tego, by nareszcie przyjechać do Polski.”
- Matthew Houck (Phosphorescent): "Tu jest fantastycznie! Jest piękniej, niż mogłem to sobie wyobrazić!"
- Theodore: „Jeden z najlepszych występów w moim życiu!”[5]